# Okamoto Yasuaki
Yasuaki Okamoto (sinh ngày 9 tháng 4 năm 1988) là một cầu thủ bóng đá người Nhật Bản.

## Sự nghiệp câu lạc bộ
Yasuaki Okamoto đã từng chơi cho Consadole Sapporo và Roasso Kumamoto.